# Dicranota nipponica
Dicranota (Dicranota) nipponica là một loài ruồi trong họ Pediciidae. Chúng phân bố ở vùng sinh thái Palearctic.